# 阿南庄站
阿南庄站是一个成昆铁路元昆段上的铁路车站，位于云南省楚雄彝族自治州禄丰县黑井镇阿南庄，紧邻成都方向的巴格勒展线，邮政编码为651221。车站建于1970年，目前为五等站，隶属昆明铁路局管辖。车站北上距攀枝花站152公里，成都站901公里，南下距广通站46公里，昆明站199公里。该站目前办理客运业务，每日有来往昆明和元谋西的列车停靠，不办理货运业务。

## 概要
阿南庄站海拔1414米，站内设有3条股道，部分站场设于三线桥上，站舍总面积1700平方米:398，其中包括长37米、宽4米的站台桥一座。车站另设有安全线一条，同样位于桥上:43。昆明铁路公安处元谋站派出所车站羊臼河警务区在本站驻有警务人员。
车站上行方向至小村区间为巴格勒展线，下行至龙骨甸区间为法拉展线。

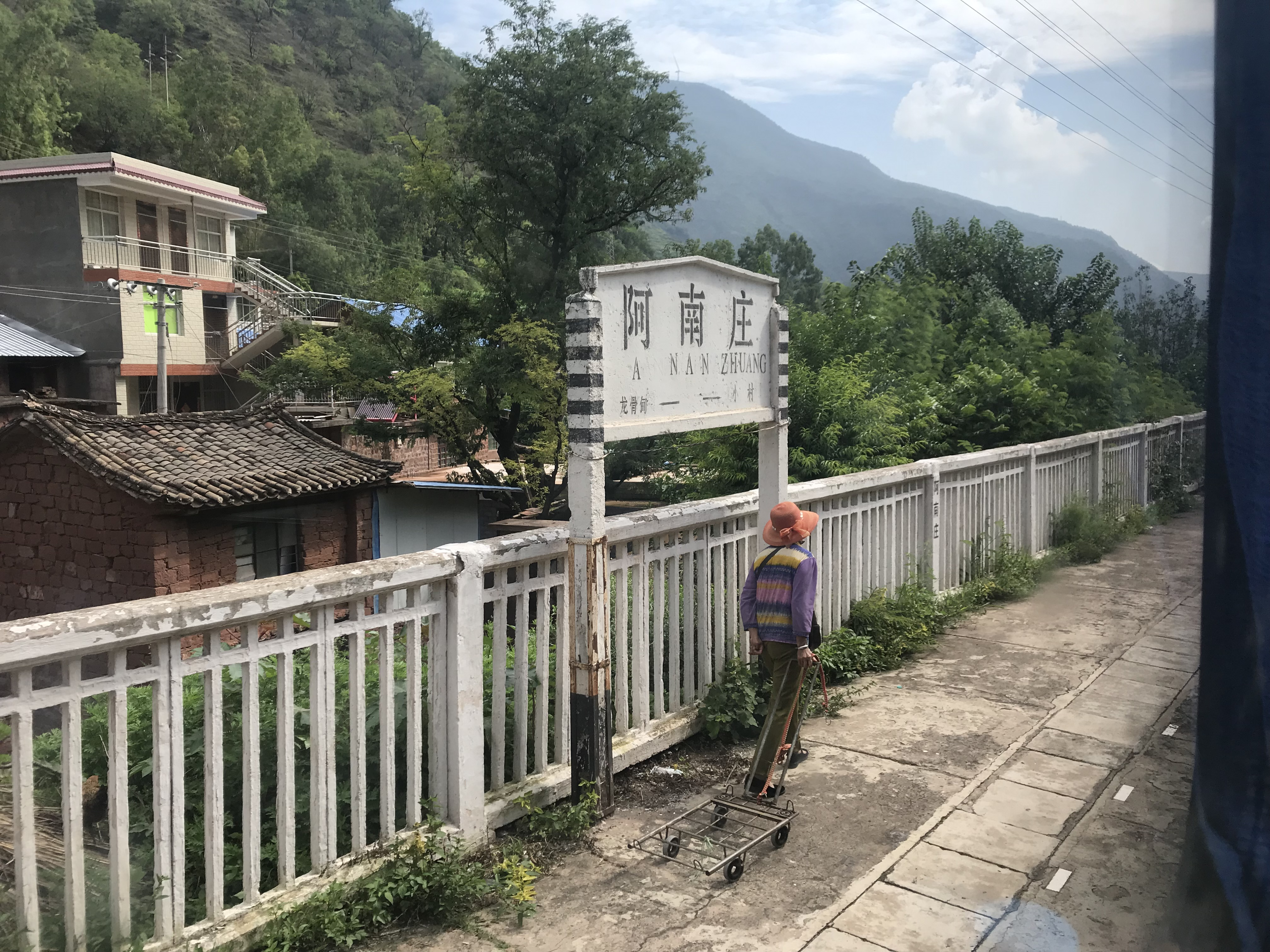
站牌
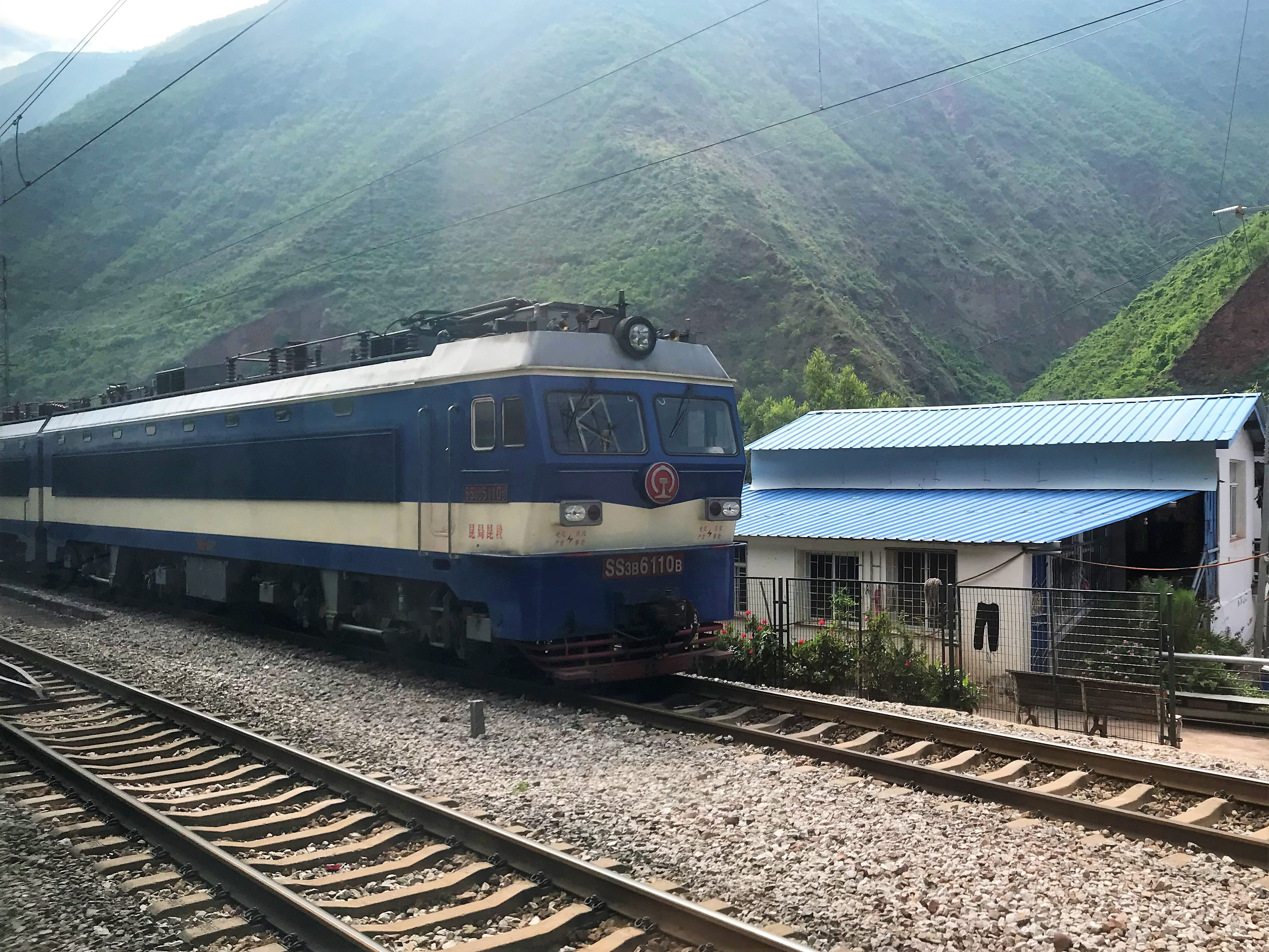
SS3B牵引货列于站内
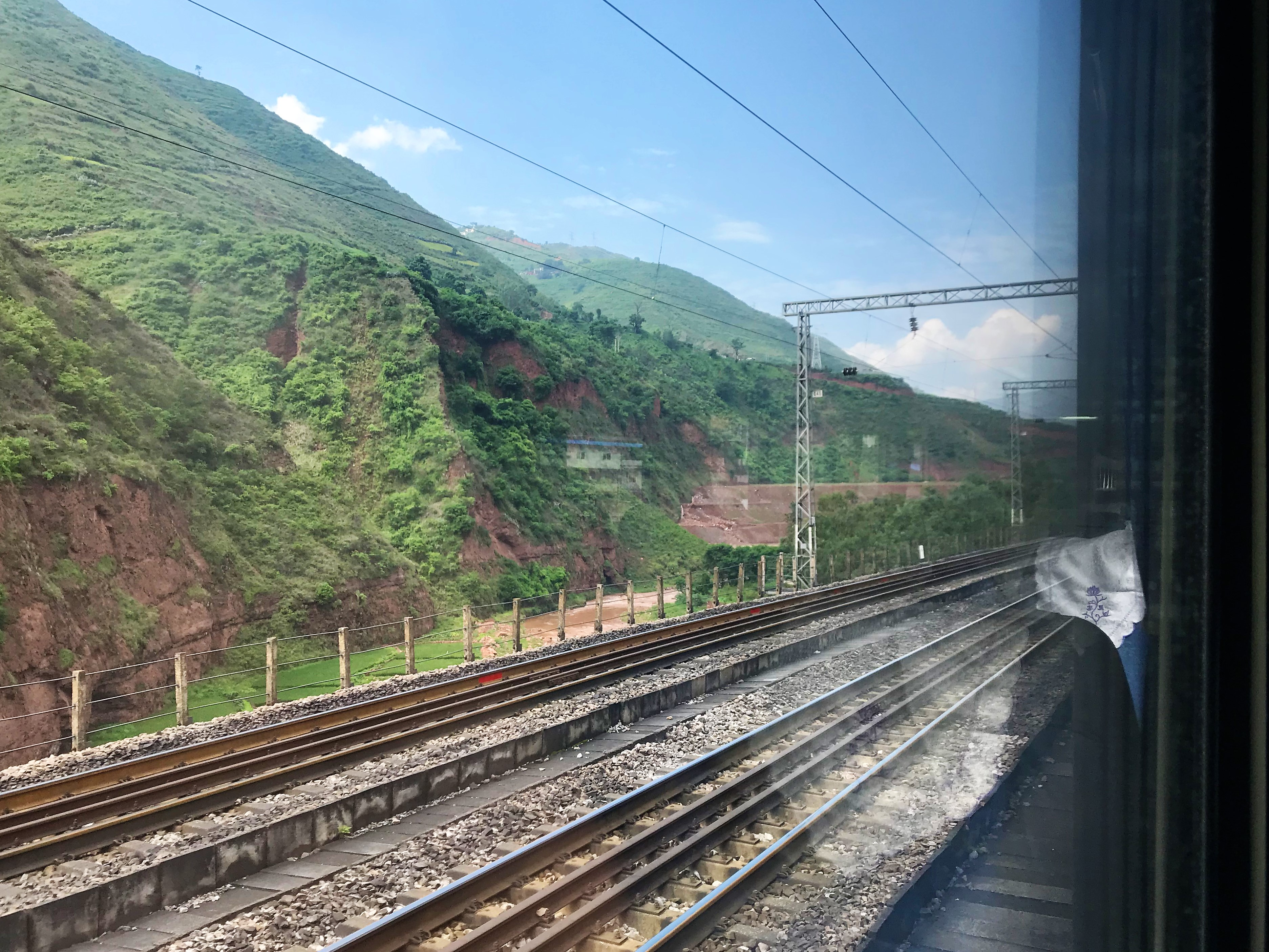
站内股道
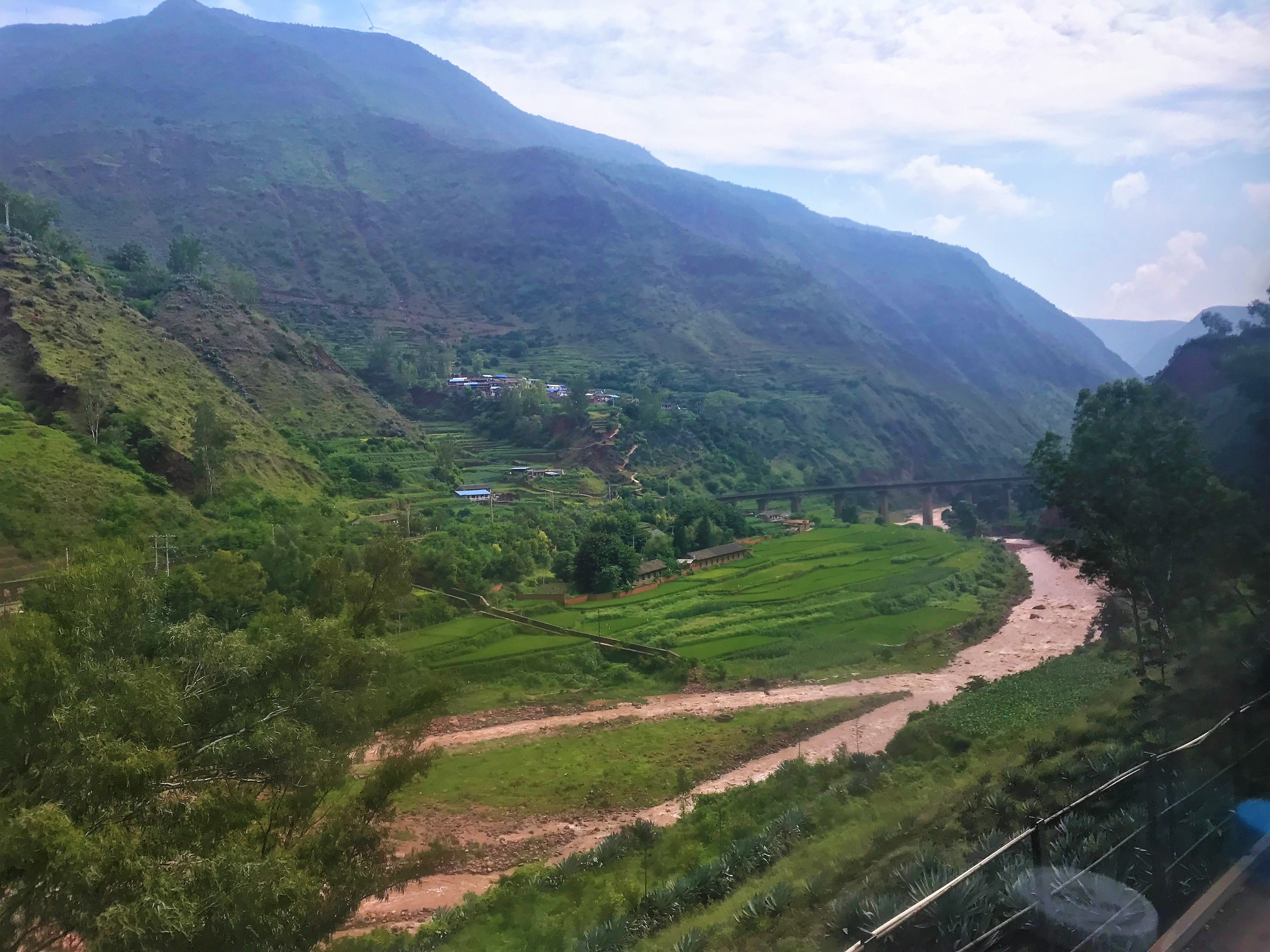
从站内眺望巴格勒展线
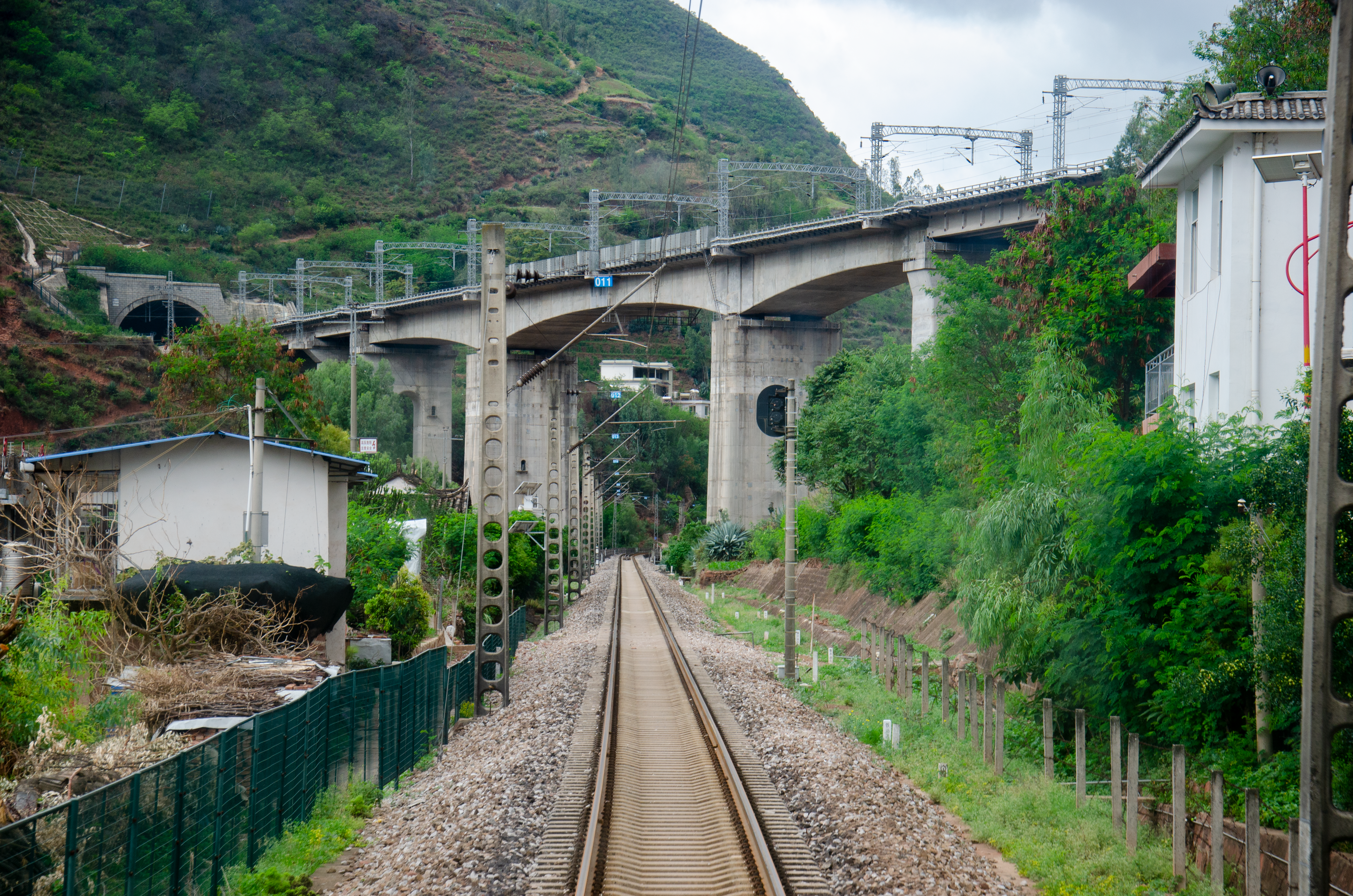
成昆复线（峨广铁路）在阿南庄下行数公里处上跨老成昆线交汇
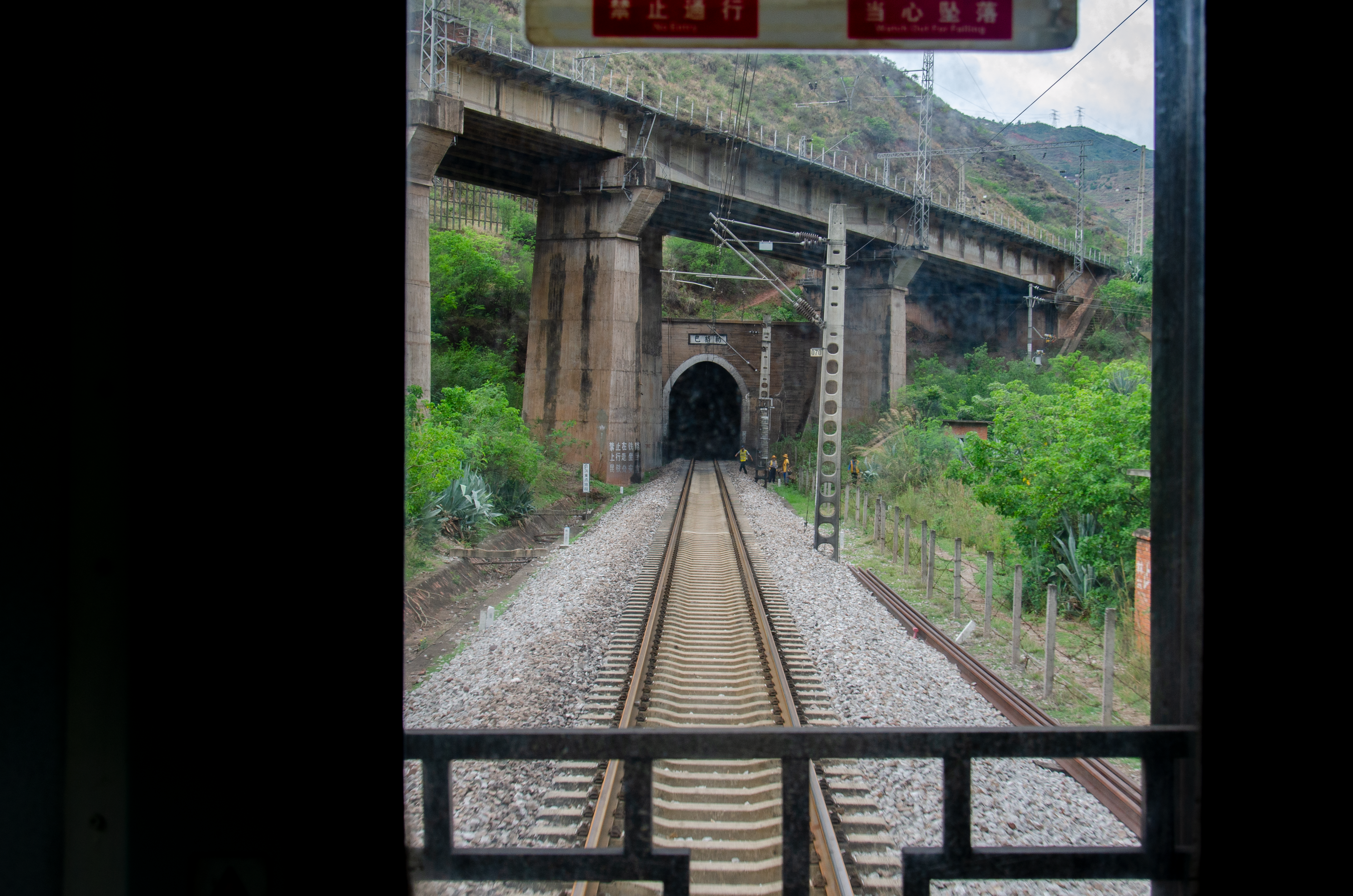
7466次出巴格勒隧道